# Cinturó Sam Browne

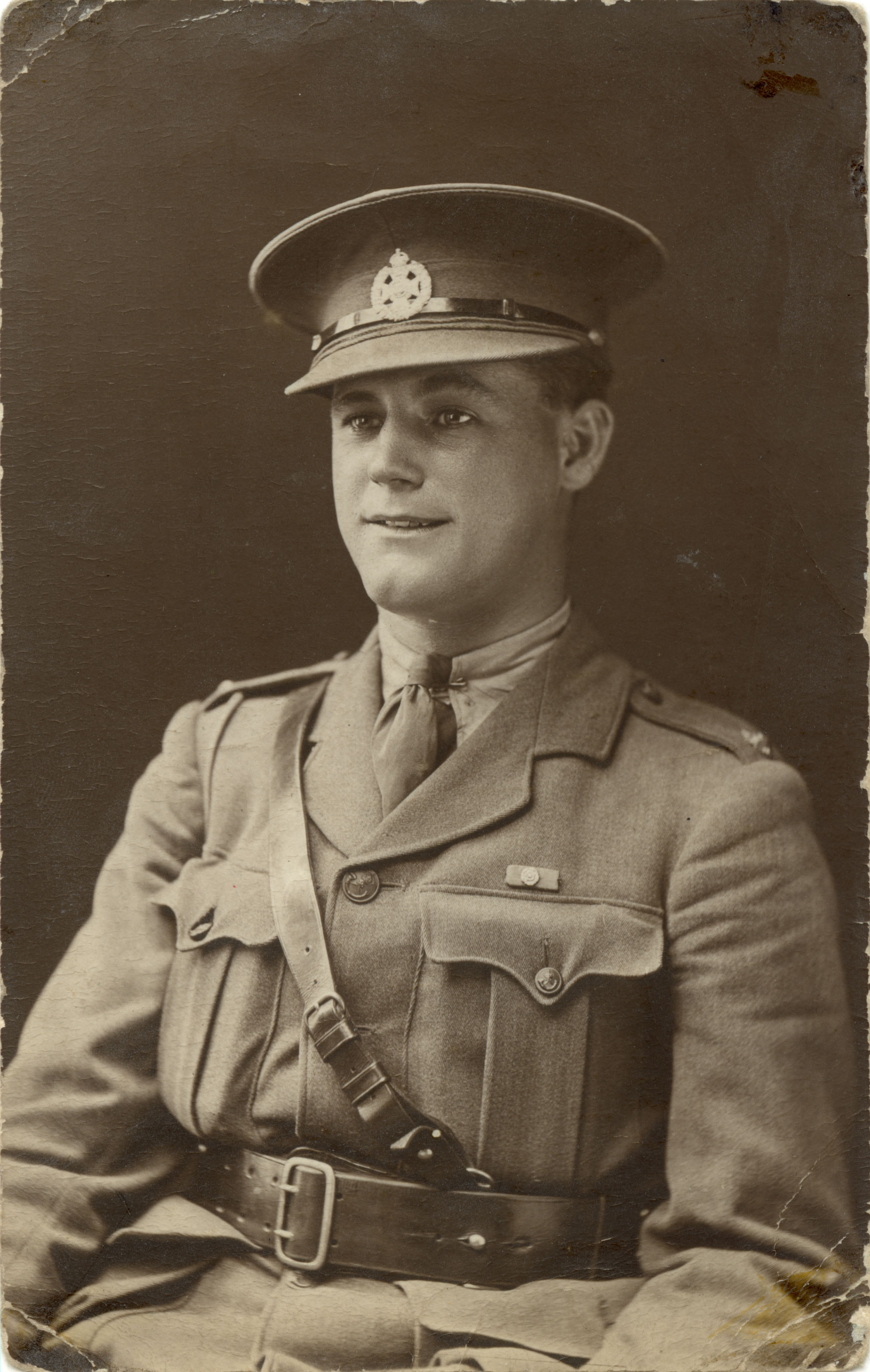
Oficial britànic (1918) amb cinturó Sam Browne

El cinturó Sam Browne és un joc de cinturó (generalment de cuir) combinat amb cingla travessada sobre el pit per l'espatlla dreta, que forma part de l'equipament propi d'uniformes de l'oficialitat militar, o bé d'uniformes policials.
El cinturó Sam Browne fou dissenyat entorn de 1860 per Samuel James Browne (1824-1901), llavors oficial britànic a l'Índia, com a manera de facilitar el transport i ús de les armes de mà (sabre i pistola) havent perdut una mà durant la Revolta dels Sipais. El resultat fou un estri còmode i útil que anà popularitzant-se entre l'oficialitat de l'exèrcit britànic i dels de la Commonwealth, tant en la forma original com en versions alternatives de dues cingles diagonals o horitzontals. El 1912 passà a ésser part integrant de l'equipament obligatori de l'oficialitat britànica i de la Commonwealth.
Des d'inicis del segle XX el cinturó Sam Browne fou adoptat per l'oficialitat de molts exèrcits del món, en part com a reflex del prestigi de l'uniforme britànic d'oficial, i en part per qüestions estrictament pràctiques. En molts estats s'aplicà també a l'uniforme policial i, més endavant, a uniformes paramilitars, com ara els de milícies feixistes (Itàlia i Alemanya, per exemple).
En la segona meitat del segle XX el cinturó Sam Browne ha conegut una certa decadència en el món militar, en sorgir nous dissenys més segurs i fets en materials elàstics, de cotó premsat (webbing) i, més endavant, de derivacions sintètiques. Avui dia l'ús del cinturó Sam Browne tendeix a circumscriure's a uniformes de gala.
L'exemplar prototip del cinturó Sam Browne es conserva al National Army Museum (Londres).